# Фудбалска репрезентација Белорусије
Фудбалска репрезентација Белорусије је фудбалски тим који представља Белорусију на међународним такмичењима. Након одвајања од Совјетског Савеза, први меч је одиграла 20. јула 1992. са Литванијом, a прву победу забележила у мечу са Луксембургом 12. октобра 1994. године. Пре тога, Белоруски играчи су играли за СССР.
Белоруски национални фудбалски тим се никада није квалификовао на завршни турнир Светског првенства или Европског првенства. Утакмице као домаћин игра на стадиону Динамо у Минску.

## Историја
Након распада Совјетског Савеза, Белорусија је одиграла први меч против Литваније 20. јула 1992. године. Пре тога, белоруски играчи су наступали за репрезентацију СССР-а. Први меч који ФИФА признаје био је пријатељски против Украјине 28. октобра 1992, а њихова прва победа у утакмици против Луксембурга 12. октобра 1994. године.
Белорусија се никад није квалификовала за Светско првенство, нити за Европско првенство. Упркос непостојању било каквих значајних успеха током деведесетих година, постигнути су неки значајни резултати, као што је победа на домаћем терену против Холандије у квалификацијама за Европско првенство 1996. и два нерешена резултата против Италије током квалификација за Европско првенство 2000.
Под тренером Едуардом Малофејевим тим је био врло близу баража за Светско првенство 2002. у Јапану и Јужној Кореји, али су поражени од Велса у последњем мечу у групи.
У квалификацијама за Европско првенство 2004. Белорусија је била неуспешна јер је изгубила 7 од 8 утакмица. У исто време је дошло до смене генерације, а бројни играчи из младог тима придружили су се сениорској репрезентацији. Са сваким следећим селектором (Анатоли Бадачни, Јури Пунтус и Бернд Станге) тим је побољшао игру. Као резултат тога, на наредним квалификационим турнирима почев од квалификација за Светско првенство 2006. години, Белорусија је постизала више голова него у претходним циклусима. Међутим, проблеми у одбрани и многе пропуштене прилике онемогућили су их да заврше изнад 4. места у групи.
Један од најпознатијих фудбалера у новијој историји Белорусије био је Аљаксандар Глеб који је играо за Арсенал и Барселону.
Белоруси су постигли успехе на мањим турнирима. Тим је 2002. године победио Русију и Украјину, и на крају су освојили егзибициони ЛГ Куп. Године 2004. и 2008. освојили су 12. и 14. издање Међународног фудбалског турнира на Малти.

## Стадиони
Репрезентација Белорусије је одиграла велику већину мечева као домаћин на стадиону Динама у Минску, капацитета 40.000 места.
Понекад су наступали и на другим стадионима: Градски стадион Молодечно у мају 1996. (пријатељски меч са Азербејџаном), Витебски централни спортски комплекс у Витебску у новембру 2005. (пријатељски против Летоније), Централни стадион у Гомељу у октобру 2007. (квалификације за Еуро 2008. против Луксембурга), Стадион Неман у Гродну јуна 2009 (квалификације за Светско првенство против Андоре). Крајем 2012. године стадион Динама је био затворен због реновирања, а тим је играо на другим стадионима.
Од 2014. године Белорусија се преселила у новоотворену Борисов арену у Борисову.
У Квалификацијама за  Европско првенство у фудбалу 2022/2023 су играли у Новом Саду на Стадион Карађорђе.

## Успеси

### Светска првенства
| Година       | Коло                  |
| ------------ | --------------------- |
| 1930 до 1994 | Није учествовала      |
| 1998 до 2022 | Није се квалификовала |
| Укупно       | 0/21                  |

### Европска првенства
| Година       | Коло                  |
| ------------ | --------------------- |
| 1960 до 1992 | Није учествовала      |
| 1996 до 2024 | Није се квалификовала |
| Укупно       | 0/17                  |

### Лига нација
| Рекорди у УЕФА Лиги нација | Рекорди у УЕФА Лиги нација | Рекорди у УЕФА Лиги нација | Рекорди у УЕФА Лиги нација | Рекорди у УЕФА Лиги нација | Рекорди у УЕФА Лиги нација | Рекорди у УЕФА Лиги нација | Рекорди у УЕФА Лиги нација | Рекорди у УЕФА Лиги нација | Рекорди у УЕФА Лиги нација | Рекорди у УЕФА Лиги нација |
| Сезона                     | Лига                       | Група                      | ИГ                         | П                          | Н                          | И                          | ГД                         | ГП                         | П/И                        | Поз.                       |
| -------------------------- | -------------------------- | -------------------------- | -------------------------- | -------------------------- | -------------------------- | -------------------------- | -------------------------- | -------------------------- | -------------------------- | -------------------------- |
| 2018/19.                   | Д                          | 2                          | 6                          | 4                          | 2                          | 0                          | 10                         | 0                          | Раст                       | 43.                        |
| 2020/21.                   | Ц                          | 4                          | 6                          | 3                          | 1                          | 2                          | 10                         | 8                          | Same position              | 38.                        |
| 2022/23.                   | Ц                          | 3                          | 6                          | 1                          | 2                          | 3                          | 3                          | 7                          | Same position              | 46.                        |
| Укупно                     | Укупно                     | Укупно                     | 18                         | 8                          | 5                          | 5                          | 23                         | 15                         |                            |                            |

### Пријатељске утакмице
| Белорусија                                  | 3:2    | Мексико          |
| ------------------------------------------- | ------ | ---------------- |
| Кислјак 51’, · Сигневич 55’, · Нехаичик 81’ | Детаљи | Хименес 47’, 53’ |

### Важнији мечеви
| Датум              | Стадион                           | Такмичење                                | Домаћин    | Резултат | Гост       | Голови |
| ------------------ | --------------------------------- | ---------------------------------------- | ---------- | -------- | ---------- | --- |
| 21. новембар 2007. | Динамо стадион, Минск             | Квалификације за ЕУРО 2008.              | Белорусија | 2 – 1    | Холандија  | Булиха 49’ (1-0) Коритко 65’ (2-0) ван дер Варт 89’ (2-1)                                                                          |
| 8. октобар 2005.   | Хемден парк, Глазгов              | Квалификације за Светско првенство 2006. | Шкотска    | 0 – 1    | Белорусија | Кутузов 6’ (0-1) |
| 9. фебруар 2005.   | Дискоболија, Грођиск Вјелкопољски | Пријатељска                              | Пољска     | 1 – 3    | Белорусија | А. Глеб 8’ (0-1) Зуравски 51’ (1-1) В. Глеб 84’ (1-2) Лаврик 93+’ (1-3)                                                            |
| 18. август 2004.   | Ататурк, Истанбул                 | Пријатељска                              | Турска     | 1 – 2    | Белорусија | Шукур 14’ (1-0) В. Глеб 67’ (1-1) Ковба 90’ (1-2)                                                                                  |
| 17. април 2002.    | Стадион Олах Габор Ут, Дебрецин   | Пријатељска                              | Мађарска   | 2 – 5    | Белорусија | Кенесеји 13’ (1-0) А. Глеб 23’ (1-1) Кутузов 29’ (1-2) Кутузов 33’ (1-3) Касткевич 45’ (1-4) Качура 76’ (1-5) Фехер 86’ (pk) (2-5) |
| 5. септембар 2001. | Динамо стадион, Минск             | Квалификације за Светско првенство 2002. | Белорусија | 4 – 1    | Пољска     | Василук 8’ (1-0) Василук 46’ (2-0) Василук 51’ (3-0) Василук 62’ (4-0) Зевлаков 77’ (4-1)                                          |
| 28. март 2001.     | Динамо стадион, Минск             | Квалификације за Светско првенство 2002. | Белорусија | 2 – 1    | Норвешка   | Касткевич 19’ (1-0) Солшер 68’ (1-1) Василук 93+’ (2-1)                                                                            |
| 31. март 1999.     | Стадион дел Конеро, Анкона        | Квалификације за ЕУРО 2000.              | Италија    | 1 – 1    | Белорусија | Белкевич 24’ (0-1) Инзаги 30’ (pen.) (1-1)                                                                                         |
| 7. јун 1995.       | Динамо стадион, Минск             | Квалификације за ЕУРО 1996.              | Белорусија | 1 – 0    | Холандија  | Герасимет 25’ (1-0) |

## Играчи

### Највише наступа
Фудбалери са 50+ наступа за национални тим
| Бр. | Играч                 | Наступа | Голова | Активан? |
| --- | --------------------- | ------- | ------ | -------- |
| 1   | Александар Кулчи      | 102     | 5      | Не       |
| 2   | Александар Глеб       | 80      | 6      | Не       |
| 2   | Сергеј Гуренко        | 80      | 3      | Не       |
| 2   | Александар Мартинович | 80      | 2      | Да       |
| 5   | Сергеј Корниленко     | 78      | 17     | Не       |
| 6   | Тимофеј Калачев       | 76      | 10     | Не       |
| 6   | Сергеј Кислјак        | 76      | 10     | Не       |
| 8   | Сергеј Омелјанчук     | 74      | 1      | Не       |

### Најбољи стрелци
Фудбалери са 10+ голова за национални тим
| Бр. | Играч             | Голова | Наступа | Активан? |
| --- | ----------------- | ------ | ------- | -------- |
| 1   | Максим Ромашченко | 20     | 64      | Не       |
| 2   | Сергеј Корниленко | 17     | 78      | Не       |
| 3   | Витали Кутузов    | 13     | 52      | Не       |
| 4   | Вјачеслав Глеб    | 12     | 45      | Не       |